# Panorpa virginica
Panorpa virginica är en näbbsländeart som beskrevs av Banks 1906. Panorpa virginica ingår i släktet Panorpa och familjen skorpionsländor. Inga underarter finns listade i Catalogue of Life.